# Belledonne
Die Belledonne ist ein etwa 60 km langes, aus Kristallingestein aufgebautes Gebirge in Ostfrankreich und bildet den Westausläufer der französischen Alpen. Das Massiv zieht sich von Grenoble nach Osten und Nordosten und erreicht an seinem Südrand (15 km von der Großstadt entfernt) Höhen bis 2980 m. Es liegt im Département Isère, die Nordostseite auch im Département Savoie, direkt östlich der Isère und des voralpinen Chartreuse-Gebirges.
Das Gebirge kann geografisch noch den Dauphiné-Alpen zugeordnet werden, die im südlich angrenzenden Pelvoux allerdings bis auf 4000 m hochragen, und gehört geologisch zum Zentralmassiv der Westalpen. 
Im Osten grenzt es ans Vanoise-Massiv (bis 3800 m), das jenseits der oberen Isère zum Montblanc-Massiv überleitet.
Im Südwesten liegt das Skigebiet von Grenoble, Chamrousse.

## Gipfel

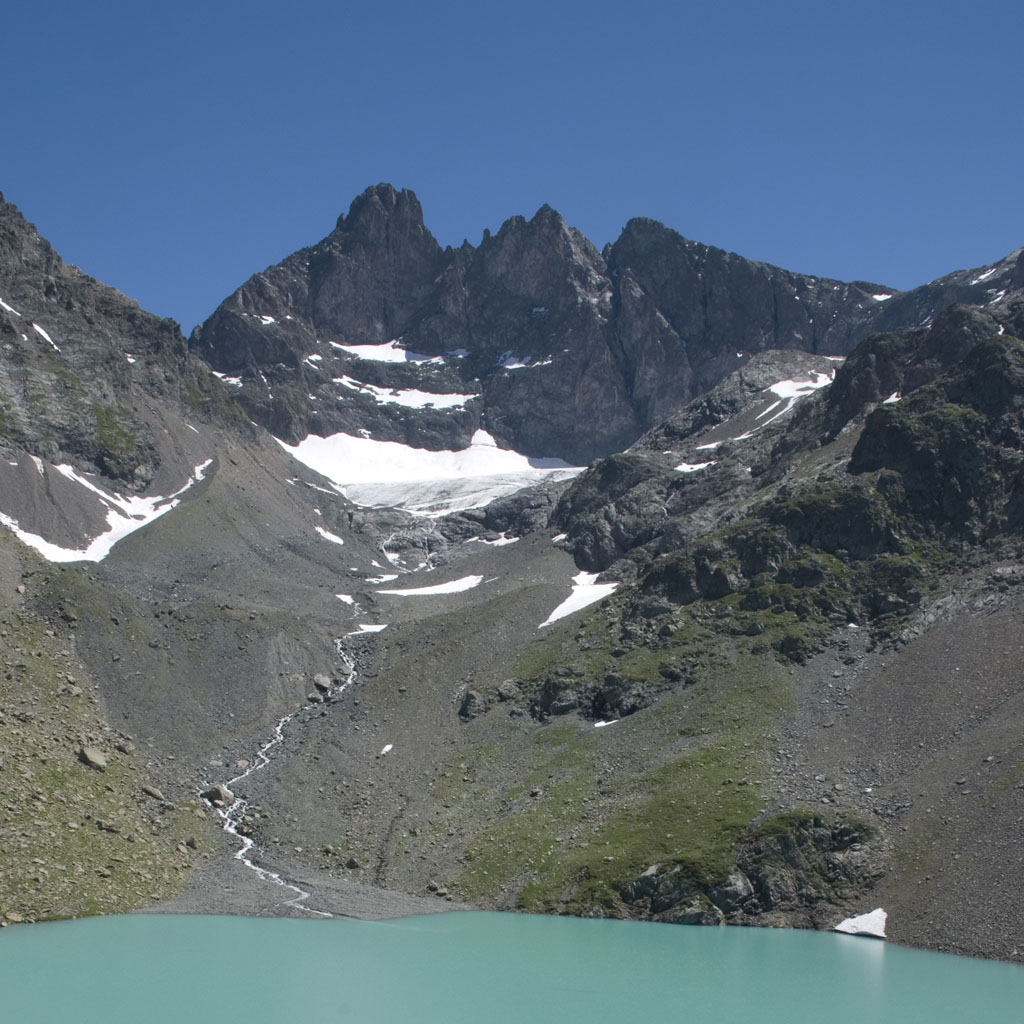
Grand Pic de Belledonne, Pic Central de Belledonne und Croix de Belledonne von Westen (v.l.n.r). Davor der Freydane Gletscher und der Lac Blanc.

Der höchste Gipfel ist mit einer Höhe von 2977 m der Grand Pic de Belledonne. Weitere hohe Gipfel sind:
- Pic Central de Belledonne (2945 m)
- Rocher Blanc (2928 m)
- Croix de Belledonne (2926 m)
- Aiguille Michel, der höchste Punkt der Aiguilles de l’Argentière (2915 m)
- Rocher Badon (2912 m)
- Pyramide (2912 m)
- Puy Gris (2908 m)
- Grande Lance d’Allemond (2842 m)
- Pic du Grand Doménon (2802 m)
- Grande Lance de Domène (2790 m)
- Grand Charnier d’Allemond (2777 m)

## Schutzhütten
- Refuge de la Pra 2109 m
- Refuge du Pré du Molard 1735 m
- Refuge Jean Collet 1952 m
- Refuge des Sept Laux 2135 m
- Refuge de la Combe Madame 1784 m
- Refuge de l’Oule (du Antoine Cros) 1836 m
- Refuge de la Piere du Carré 1761 m
- Refuge de Claran 1775 m

## Bilder

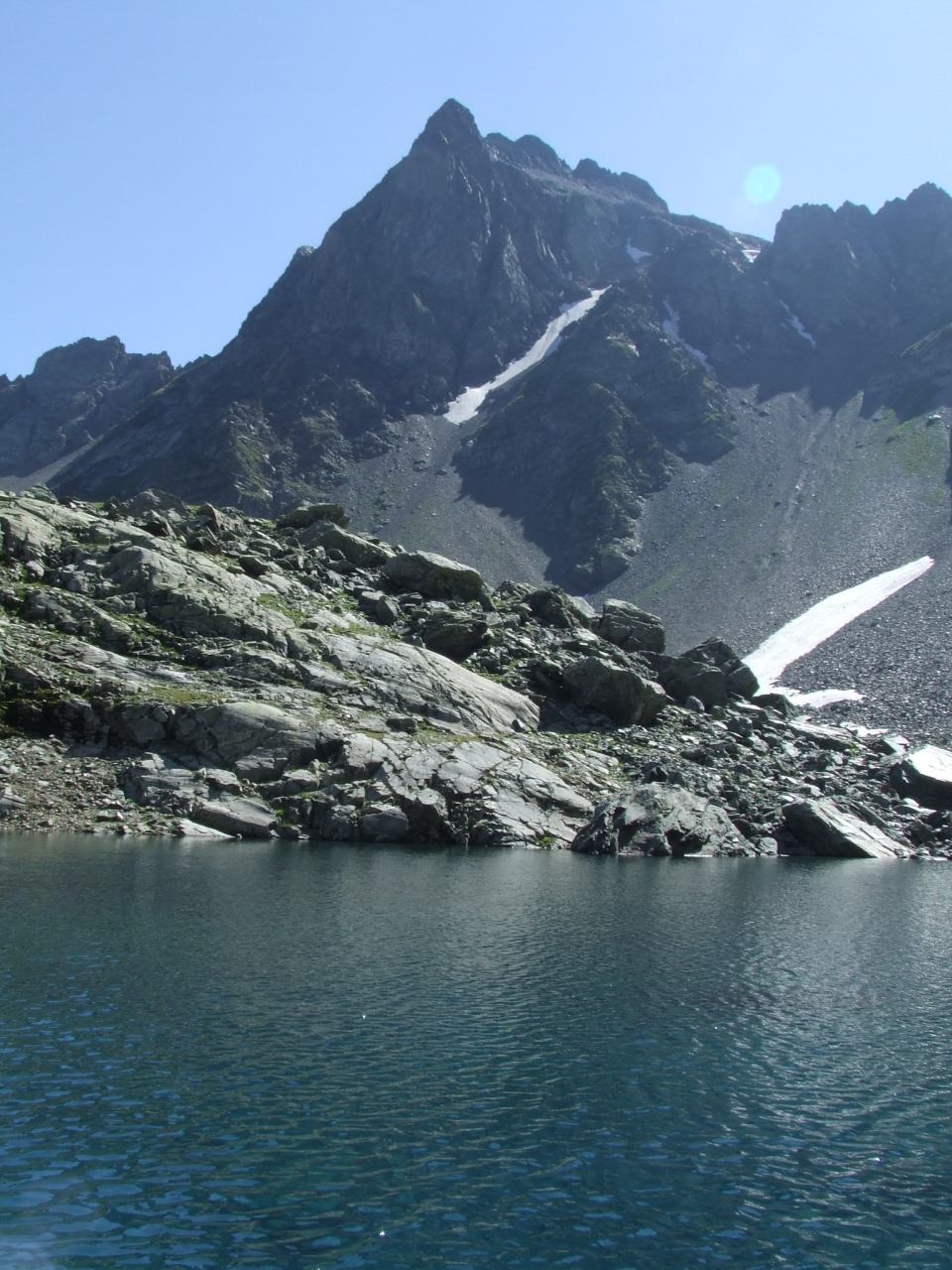
Lac Belledonne mit dem Grand Charnier d’Allemond (2777 m) dahinter
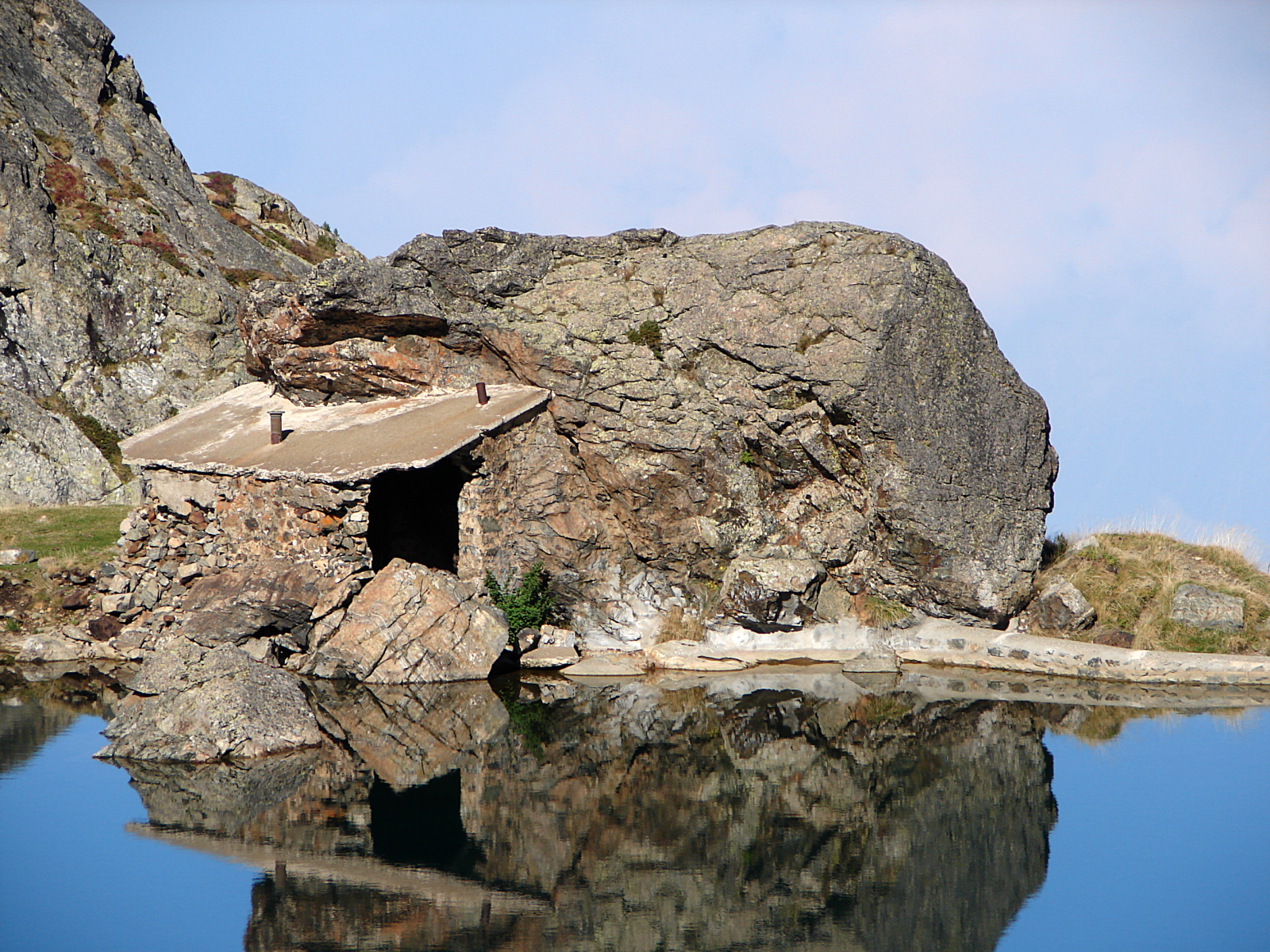
Lac du Crozet mit Unterstandshütte
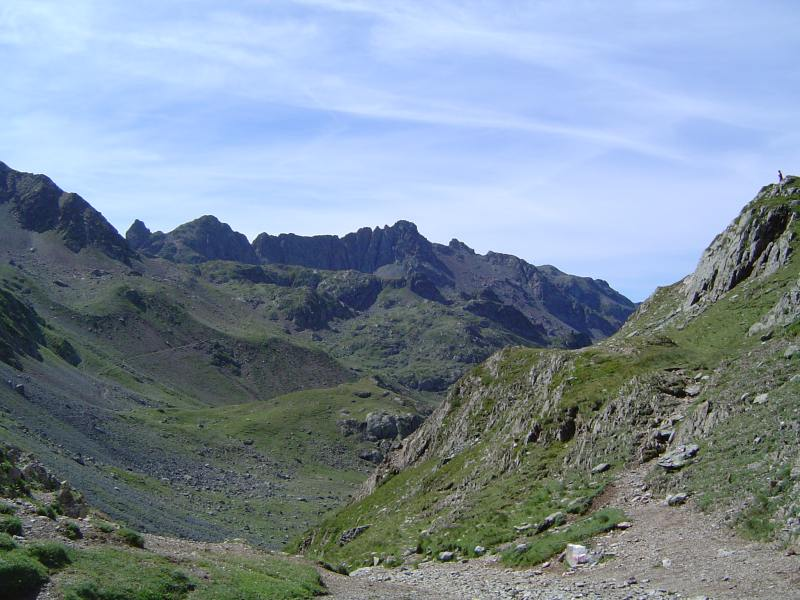
Col de la Pra
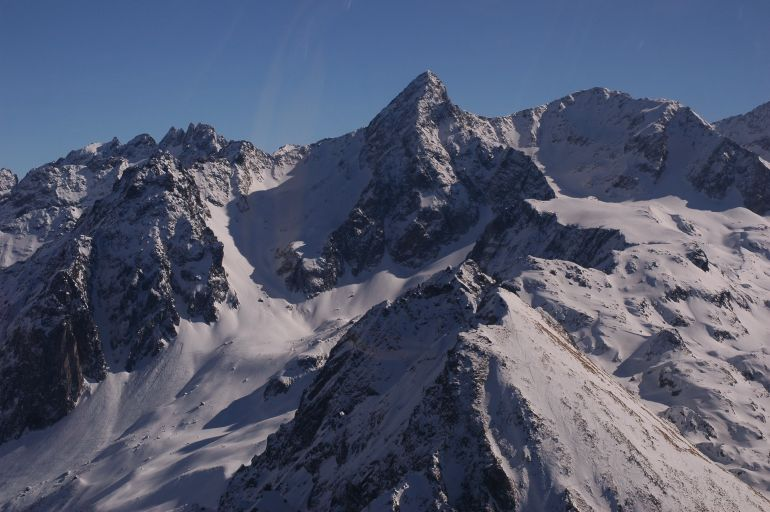
Rocher Blanc (2928 m)